# Feliniopsis gueneei
Feliniopsis gueneei là một loài bướm đêm trong họ Noctuidae.